# بريتاني بينغر
بريتاني بينغر (بالإنجليزية: Brittany Binger)‏ هي عارضة أمريكية، ولدت في 24 مارس 1987 في بلفيو في الولايات المتحدة.

## وصلات خارجية
- الموقع الرسمي
- بريتاني بينغر على موقع IMDb (الإنجليزية)